# Pleurothallis cunabularis
Pleurothallis cunabularis är en orkidéart som beskrevs av Carlyle August Luer. Pleurothallis cunabularis ingår i släktet Pleurothallis och familjen orkidéer. Inga underarter finns listade i Catalogue of Life.